# 歸宅部活動記錄
《歸宅部活動記錄》（或譯名《回家社活動日誌》）是創作的日本漫畫作品。全12集電視動畫系列於2013年7月4日至10月10日播放。

## 簡介
在經過史克威爾艾尼克斯的「漫畫選集 歸宅部」刊載後，同社的網路漫畫配信網站「GANGAN ONLINE」從2011年8月18日開2013年7月至10月播放同名電視動畫。

## 故事簡介
剛成為高中生的安藤夏希，在被朋友古橋愛問及要加入哪個社團時，隨意說出要加入「歸宅部」。而這時同班同學塔野花梨向夏希提出了要參觀「歸宅部」的請求。夏希沒想到「歸宅部」這個社團真的存在，並加入了這個社團……。

## 登場角色

### 歸宅部
安藤夏希（聲：木戶衣吹）
1年級生。受花梨邀請參觀歸宅部。其「我可以回家了嗎」的發言，讓社員稱讚她為「相當具有歸宅精神的孩子」，最後加入歸宅部。
在歸宅部負責吐槽，頭頂有一束很长而不能剪的呆毛（一剪掉，旁邊的頭髮會自動補過來，不論幾次都一樣，連只用修圖軟體去掉都會讓電腦當機）。有時候會和櫻做出相同的反應。動畫第4集後的小劇場表示，她的名字源自红豆沙甜甜圈（あんドーナツ）。
塔野花梨（聲：結名美月）
1年級生。邀請夏希參觀歸宅部。
覺得歸宅部社員在招募社員時的舉止很有趣，而想加入歸宅部，實際並不清楚歸宅部的活動內容。
個性相當純真，相當天然呆，常擺出如小動物般令人無法抗拒的可愛表情和反應，被歸宅部所有成員視為可愛到會讓人想引誘犯罪的存在。受克蕾雅寵愛，甚至要一輩子養她都願意。擅長製作點心、縫紉手工藝，加上溫柔純真的性格，女子力超高（被櫻以女子力檢測力測出數值高達五萬，而且還不斷飆升至爆表）。動畫第7集後的小劇場表示，她的名字源自花林糖（かりんとう）。
道明寺櫻（聲：小林美晴）
2年級生，歸宅部社長，牡丹的第一個朋友。做事不經大腦，经常一時興起搞出些莫名其妙的活動，也是歸宅部最主要的麻煩製造者。特别擅长词语接龙。被學生會長稱為擾亂手榴彈。
血型：A型、身高：163cm、星座：牡羊座。
大萩牡丹（聲：相內沙英）
2年級生，古武術「萩月流」第十六代繼承者。擅長不少格鬥技和武術，連用手刀隔空切開寶特瓶都會，戰鬥實力能擊倒各種熊（包含北海道的日本棕熊、阿拉斯加灰熊和北極熊都是她的手下敗將）。身心鍛鍊到自稱不論受任何的攻擊都能毫髮無傷（櫻親自嘗試後證實連鐵椅砸都無效，不過不知為何好像有受虐癖似的打越狠越高興），卻敵不過花梨以柔克剛的精神攻擊。被學生會長稱為漆黑處刑台。
九重克蕾雅 (九重久禮亞)（聲：千本木彩花）
2年級生，九重財閥社長的女兒，金錢觀和一般人不同。花梨入部後受其可愛的性格影響而非常寵愛她，喜歡到要把她帶回家養一輩子都沒問題，全身上下的衣服都是仿造校服外貌特別訂製的，不論是制服還是運動服，因此從沒穿過真的校服。動畫第6集後的小劇場表示，她的名字源自闪电泡芙(エクレア)，如果念「這裡的(ここの)闪电泡芙」的日文讀音幾乎一樣。

### 萩調流四天王
殘酷的青龍（聲：上村祐翔）
四天王首領。
殘忍的白虎（聲：小沼英希）
自稱「守護神」。總是穿著無袖T恤，而且常會無故脫掉。有一頭豎起的金髮。
殘虐的朱雀（聲：伊藤美来）
萬綠叢中一點紅，四天王唯一的女性。負責偵查敵對流派首領牡丹，對常受到寵愛的花梨不滿。本名叫「詩天使」。
殘念的玄武（聲：齋藤夢人）
動漫迷，外號是四人中最不中聽的（曾試過更換外號，但反而更糟），是四天王中負責吐槽的角色。

### 其他
古橋愛（聲：田邊留依）
1年級生，夏希從中學就認識的朋友，網球社社員。
存在感很低，雖然跟夏希中學同班三年，但是夏希連她名字都沒有記住，有時候還會叫錯。
安藤路往人／安藤羅伊德（聲：廣瀨裕也）
夏希的弟弟，中學二年級生。
海豹（聲：M·A·O）
在場景轉換時登場，本作如吉祥物般的可愛生物，负责开玩笑。
中田旅人（聲：角山開星）
足球部社長，職位中衛，三年級。在櫻想要借用場地練習接力賽時與其交涉，最終決議以比賽的方式決定。比賽中與全體部員被牡丹的射門（但她表示那只是傳球）嚇到，加上半個場地已遭破壞，而主動投降。
高圓禮奈／高圓蕾娜（聲：三澤紗千香）
學生會會長，頭髮黑長直的美少女，有「KOUSOKU」這個外號。領域型的性格，凡在她周遭一定範圍裡必無法違反校規，以「高速」地用「校規」「束缚」一切而獲得那樣的稱號，並被稱為學生手銬能力者。

## 單行本
| 史克威爾艾尼克斯 | 史克威爾艾尼克斯 | 史克威爾艾尼克斯       |
| 冊數             | 發售日期         | ISBN                   |
| ---------------- | ---------------- | ---------------------- |
| 1                | 2012年5月22日    | ISBN 978-4-7575-3598-5 |
| 2                | 2012年11月22日   | ISBN 978-4-7575-3784-2 |
| 3                | 2013年6月22日    | ISBN 978-4-7575-3986-0 |
| 4                | 2013年12月21日   | ISBN 978-4-7575-4172-6 |
| 5                | 2014年7月22日    | ISBN 978-4-7575-4351-5 |

## 電視動畫
2013年7月至10月在日本電視網播放。之後2016年7月也在獨立局所屬的SUN電視台、KBS京都播放。

### 製作人員
- 原作：（掲載《GANGAN ONLINE》史克威爾艾尼克斯刊）
- 導演：佐藤光
- 導演補佐 - 高田耕一
- 劇本統籌：雜破業
- 人物設定：佐佐木貴宏
- 美術監督：末弘由一
- 色彩設定：佐佐木梓
- 攝影監督：奧村隆弘
- 剪輯：武宮睦
- 音響監督：土屋雅紀（日语：土屋雅紀）
- 音樂：部剛
- 音樂製作人：渡邊一博、小嶋遼
- 音樂製作：VAP
- 主製作人→製作：森實陽三（日语：森實陽三）
- 製作人：植野浩之、渡部智明、田村學、奈良駿介
- 動畫製作人：大澤明彥
- 動畫製作：NOMAD
- 製作著作：「歸宅部活動記錄」製作委員會（日本電視台、VAP）

### 主題曲
片頭曲

作詞：NOBE，作曲：，編曲：Tak Miyazawa，主唱：乙女新黨
片尾曲
（第1話－第3話、第12話）
作詞：碑文谷，作曲、編曲：吉田將樹
（第1話－第3話）主唱：安藤夏希（木戶衣吹）&道明寺櫻（小林美晴）
（第12話）主唱：安藤夏希（木戶衣吹）、塔野花梨（結名美月）、道明寺櫻（小林美晴）、大萩牡丹（相內沙英）、九重克蕾雅（千本木彩花）
（第4話－第7話）
作詞：碑文谷，作曲、編曲：吉田將樹，主唱：大萩牡丹（相內沙英）、海豹（M·A·O）
（第8話－第10話）
作詞：碑文谷，作曲、編曲：，主唱：塔野花梨（結名美月）、九重克蕾雅（千本木彩花）
（第11話）
作詞：黑田椋子（IOSYS），作曲：ARM & 酒井由紀子，編曲：酒井由紀子，主唱：道明寺櫻（小林美晴）、大萩牡丹（相內沙英）、九重克蕾雅（千本木彩花）

### 各話列表
基本上1話是由3～4個章節構成，但最終話通常30分鐘卻大量用了21個章節所構成。
| 話數 | 話數             | 日文標題 | 中文標題                                                   | 劇本        | 分鏡            | 演出                | 總作畫監督        | 作畫監督                                                             |
| ---- | ---------------- | -------- | ---------------------------------------------------------- | ----------- | --------------- | ------------------- | ----------------- | -------------------------------------------------------------------- |
| #1   | 記錄之一         |          | 歸宅部入部申請                                             | 雜破業      | 佐藤光          | 上田繁              | 佐佐木貴宏        | 山本真嗣                                                             |
| #1   | 記錄之二         |          | 生命短暫，回家吧少女                                       | 雜破業      | 佐藤光          | 上田繁              | 佐佐木貴宏        | 山本真嗣                                                             |
| #1   | 記錄之三         |          | 萩月流出沒注意                                             | 雜破業      | 佐藤光          | 上田繁              | 佐佐木貴宏        | 山本真嗣                                                             |
| #1   | 記錄之四         |          | 浪費的青春：無價                                           | 雜破業      | 佐藤光          | 上田繁              | 佐佐木貴宏        | 山本真嗣                                                             |
| #2   | 記錄之五         |          | 杜鵑不鳴 就如同死鳥一般                                    | 雜破業      | 川口敬一郎      | 駒谷健一郎 矢野孝典 | 佐佐木貴宏        | 青木昭仁 小澤圓                                                      |
| #2   | 記錄之六         |          | 破表的女性魅力                                             | 雜破業      | 川口敬一郎      | 駒谷健一郎 矢野孝典 | 佐佐木貴宏        | 青木昭仁 小澤圓                                                      |
| #2   | 記錄之七         |          | 聯誼訓練                                                   | 雜破業      | 川口敬一郎      | 駒谷健一郎 矢野孝典 | 佐佐木貴宏        | 青木昭仁 小澤圓                                                      |
| #3   | 記錄之八         |          | 可疑者殺無赦！                                             | 雜破業      | 高田耕一        | 守田藝成            | 佐佐木貴宏        | 山內直樹 北原章雄                                                    |
| #3   | 記錄之九         |          | 中學生日記                                                 | 雜破業      | 高田耕一        | 守田藝成            | 佐佐木貴宏        | 山內直樹 北原章雄                                                    |
| #3   | 記錄之十         |          | 可愛的孩子有糖吃                                           | 雜破業      | 高田耕一        | 守田藝成            | 佐佐木貴宏        | 山內直樹 北原章雄                                                    |
| #3   | 記錄之十一       |          | 孤獨十五年                                                 | 雜破業      | 高田耕一        | 守田藝成            | 佐佐木貴宏        | 山內直樹 北原章雄                                                    |
| #4   | 記錄之十二       |          | 熱鬥！前期球技大會                                         | 雜破業 真藤 | 宮崎渚          | 小野田雄亮          | 古賀誠            | 谷口繁則 洪錫杓                                                      |
| #4   | 記錄之十三       | [ 注 6 ] | 燃燒！防火魂!!                                             | 雜破業 真藤 | 宮崎渚          | 小野田雄亮          | 古賀誠            | 谷口繁則 洪錫杓                                                      |
| #4   | 記錄之十四       |          | 補救策略的原理                                             | 雜破業 真藤 | 宮崎渚          | 小野田雄亮          | 古賀誠            | 谷口繁則 洪錫杓                                                      |
| #5   | 記錄之十五       |          | 魔王的品格                                                 | 雜破業      | 吉田泰三        | 久保山英一          | 古賀誠            | 北原章雄、竹上貴雄 青木昭仁、吉田雄一 UEC、Yoon Jung Hye             |
| #5   | 記錄之十六       |          | 推薦文學                                                   | 雜破業      | 吉田泰三        | 久保山英一          | 古賀誠            | 北原章雄、竹上貴雄 青木昭仁、吉田雄一 UEC、Yoon Jung Hye             |
| #5   | 記錄之十七       |          | 記憶模糊的童話故事                                         | 雜破業      | 吉田泰三        | 久保山英一          | 古賀誠            | 北原章雄、竹上貴雄 青木昭仁、吉田雄一 UEC、Yoon Jung Hye             |
| #6   | 記錄之十八       |          | 青春就是爆發                                               | 雜破業      |                 | 駒屋健一郎          | 佐佐木貴宏 古賀誠 | 中島美子、 、津熊健德 川島明子                                       |
| #6   | 記錄之十九       |          | Guilty Judge                                               | 雜破業      |                 | 駒屋健一郎          | 佐佐木貴宏 古賀誠 | 中島美子、 、津熊健德 川島明子                                       |
| #6   | 記錄之二十       |          | 萩調流四天王                                               | 雜破業      |                 | 駒屋健一郎          | 佐佐木貴宏 古賀誠 | 中島美子、 、津熊健德 川島明子                                       |
| #7   | 記錄之二十一     |          | 被封印的話語!!                                             | 真藤        | 伴山人          | 守田藝生 矢野孝典   | 古賀誠            | 北原章雄 青木昭仁                                                    |
| #7   | 記錄之二十二     |          | 激鬥的盡頭！！                                             | 真藤        | 伴山人          | 守田藝生 矢野孝典   | 古賀誠            | 北原章雄 青木昭仁                                                    |
| #7   | 記錄之二十三     |          | 驚喜派對                                                   | 真藤        | 伴山人          | 守田藝生 矢野孝典   | 古賀誠            | 北原章雄 青木昭仁                                                    |
| #8   | 記錄之二十四     |          | 姊姊與弟弟                                                 | 雜破業      | 秋田典昭        | 秋田典昭            | 佐佐木貴宏        | 古賀誠、北原章雄 小澤圓、森田實                                      |
| #8   | 記錄之二十五     |          | 街頭·詩人                                                  | 雜破業      | 秋田典昭        | 秋田典昭            | 佐佐木貴宏        | 古賀誠、北原章雄 小澤圓、森田實                                      |
| #8   | 記錄之二十六     |          | 姊姊與朋友                                                 | 雜破業      | 秋田典昭        | 秋田典昭            | 佐佐木貴宏        | 古賀誠、北原章雄 小澤圓、森田實                                      |
| #8   | 記錄之二十七     |          | 無名無姓的記號                                             | 雜破業      | 秋田典昭        | 秋田典昭            | 佐佐木貴宏        | 古賀誠、北原章雄 小澤圓、森田實                                      |
| #9   | 記錄之二十八     |          | 至高的選擇                                                 | 雜破業      | 宮崎渚          | 小野田雄亮          | 洪錫杓            | 洪錫杓 尹靜惠                                                        |
| #9   | 記錄之二十九     |          | 華麗的合宿                                                 | 雜破業      | 宮崎渚          | 小野田雄亮          | 洪錫杓            | 洪錫杓 尹靜惠                                                        |
| #9   | 記錄之三十       |          | 星空幻想                                                   | 雜破業      | 宮崎渚          | 小野田雄亮          | 洪錫杓            | 洪錫杓 尹靜惠                                                        |
| #9   | 記錄之三十一     |          | 人類最大的發明是空調 ……帶來的自由之死                      | 雜破業      | 宮崎渚          | 小野田雄亮          | 洪錫杓            | 洪錫杓 尹靜惠                                                        |
| #10  | 記錄之三十二     |          | 人要貌相                                                   | 雜破業      | 大畑晃一        | 久保山英一          | 佐佐木貴宏        | 古賀誠、青木昭仁、吉本拓二 小澤圓、高橋克之、都竹隆治 王洲範、朴純玉 |
| #10  | 記錄之三十三     |          | 見學！萩調流古武術                                         | 雜破業      | 大畑晃一        | 久保山英一          | 佐佐木貴宏        | 古賀誠、青木昭仁、吉本拓二 小澤圓、高橋克之、都竹隆治 王洲範、朴純玉 |
| #10  | 記錄之三十三・五 |          | 只有女生的5人百物語                                        | 雜破業      | 大畑晃一        | 久保山英一          | 佐佐木貴宏        | 古賀誠、青木昭仁、吉本拓二 小澤圓、高橋克之、都竹隆治 王洲範、朴純玉 |
| #10  | 記錄之三十四     |          | 不會讓給你的                                               | 雜破業      | 大畑晃一        | 久保山英一          | 佐佐木貴宏        | 古賀誠、青木昭仁、吉本拓二 小澤圓、高橋克之、都竹隆治 王洲範、朴純玉 |
| #11  | 記錄之零         |          | 花的名字                                                   | 雜破業      | 後信治          | 矢野孝典            | 古賀誠            | 山本真嗣、菊地聰延 青木昭仁、森田實 輿石曉、吉本拓二                 |
| #11  | 記錄之三十五     |          | 校規的束縛                                                 | 雜破業      | 後信治          | 矢野孝典            | 古賀誠            | 山本真嗣、菊地聰延 青木昭仁、森田實 輿石曉、吉本拓二                 |
| #11  | 記錄之三十六     |          | 有好的結尾就行                                             | 雜破業      | 後信治          | 矢野孝典            | 古賀誠            | 山本真嗣、菊地聰延 青木昭仁、森田實 輿石曉、吉本拓二                 |
| #12  | 記錄之三十七     |          | 讀錯了                                                     | 雜破業      | 佐藤光 高田耕一 | 佐藤光 守田藝生     | 佐佐木貴宏 洪錫杓 | 古賀誠、北原章雄 青木昭仁                                            |
| #12  | 記錄之三十八     |          | 爆散是什麼？                                               | 雜破業      | 佐藤光 高田耕一 | 佐藤光 守田藝生     | 佐佐木貴宏 洪錫杓 | 古賀誠、北原章雄 青木昭仁                                            |
| #12  | 記錄之三十九     |          | 討厭蟲                                                     | 雜破業      | 佐藤光 高田耕一 | 佐藤光 守田藝生     | 佐佐木貴宏 洪錫杓 | 古賀誠、北原章雄 青木昭仁                                            |
| #12  | 記錄之四十       |          | 節水                                                       | 雜破業      | 佐藤光 高田耕一 | 佐藤光 守田藝生     | 佐佐木貴宏 洪錫杓 | 古賀誠、北原章雄 青木昭仁                                            |
| #12  | 記錄之四十一     |          | 反義詞                                                     | 雜破業      | 佐藤光 高田耕一 | 佐藤光 守田藝生     | 佐佐木貴宏 洪錫杓 | 古賀誠、北原章雄 青木昭仁                                            |
| #12  | 記錄之四十二     |          | 登場!! 愛花梨                                              | 雜破業      | 佐藤光 高田耕一 | 佐藤光 守田藝生     | 佐佐木貴宏 洪錫杓 | 古賀誠、北原章雄 青木昭仁                                            |
| #12  | 記錄之四十三     |          | 愛花梨的反擊                                               | 雜破業      | 佐藤光 高田耕一 | 佐藤光 守田藝生     | 佐佐木貴宏 洪錫杓 | 古賀誠、北原章雄 青木昭仁                                            |
| #12  | 記錄之四十四     |          | 粗心大意                                                   | 雜破業      | 佐藤光 高田耕一 | 佐藤光 守田藝生     | 佐佐木貴宏 洪錫杓 | 古賀誠、北原章雄 青木昭仁                                            |
| #12  | 記錄之四十五     |          | 絕對平等                                                   | 雜破業      | 佐藤光 高田耕一 | 佐藤光 守田藝生     | 佐佐木貴宏 洪錫杓 | 古賀誠、北原章雄 青木昭仁                                            |
| #12  | 記錄之四十六     |          | 叫聲                                                       | 雜破業      | 佐藤光 高田耕一 | 佐藤光 守田藝生     | 佐佐木貴宏 洪錫杓 | 古賀誠、北原章雄 青木昭仁                                            |
| #12  | 記錄之四十七     |          | 地圖                                                       | 雜破業      | 佐藤光 高田耕一 | 佐藤光 守田藝生     | 佐佐木貴宏 洪錫杓 | 古賀誠、北原章雄 青木昭仁                                            |
| #12  | 記錄之四十八     |          | 庶民的味道                                                 | 雜破業      | 佐藤光 高田耕一 | 佐藤光 守田藝生     | 佐佐木貴宏 洪錫杓 | 古賀誠、北原章雄 青木昭仁                                            |
| #12  | 記錄之四十九     |          | 武勇傳                                                     | 雜破業      | 佐藤光 高田耕一 | 佐藤光 守田藝生     | 佐佐木貴宏 洪錫杓 | 古賀誠、北原章雄 青木昭仁                                            |
| #12  | 記錄之五十       |          | †如果在異世界熊族四天王布偶裡面的人是 超女孩子氣星人的話…† | 雜破業      | 佐藤光 高田耕一 | 佐藤光 守田藝生     | 佐佐木貴宏 洪錫杓 | 古賀誠、北原章雄 青木昭仁                                            |
| #12  | 記錄之五十一     |          | 不存在於記憶中的歌                                         | 雜破業      | 佐藤光 高田耕一 | 佐藤光 守田藝生     | 佐佐木貴宏 洪錫杓 | 古賀誠、北原章雄 青木昭仁                                            |
| #12  | 記錄之五十二     |          | 可愛的孩子有吃不完的糖                                     | 雜破業      | 佐藤光 高田耕一 | 佐藤光 守田藝生     | 佐佐木貴宏 洪錫杓 | 古賀誠、北原章雄 青木昭仁                                            |
| #12  | 記錄之五十三     |          | 肖像曲                                                     | 雜破業      | 佐藤光 高田耕一 | 佐藤光 守田藝生     | 佐佐木貴宏 洪錫杓 | 古賀誠、北原章雄 青木昭仁                                            |
| #12  | 記錄之五十四     |          | 可愛                                                       | 雜破業      | 佐藤光 高田耕一 | 佐藤光 守田藝生     | 佐佐木貴宏 洪錫杓 | 古賀誠、北原章雄 青木昭仁                                            |
| #12  | 記錄之五十五     |          | 小櫻的肖像曲                                               | 雜破業      | 佐藤光 高田耕一 | 佐藤光 守田藝生     | 佐佐木貴宏 洪錫杓 | 古賀誠、北原章雄 青木昭仁                                            |
| #12  | 記錄之五十六     |          | 吐槽洞穴                                                   | 雜破業      | 佐藤光 高田耕一 | 佐藤光 守田藝生     | 佐佐木貴宏 洪錫杓 | 古賀誠、北原章雄 青木昭仁                                            |
| #12  | 記錄之五十七     |          | 重要通告                                                   | 雜破業      | 佐藤光 高田耕一 | 佐藤光 守田藝生     | 佐佐木貴宏 洪錫杓 | 古賀誠、北原章雄 青木昭仁                                            |

### CG短篇動畫
《歸宅部小劇場》，是電視動畫版第4話到第12話（第12話是在本篇一開始）插入的CG短篇動畫。
- 分鏡、演出：松浦有紗
- CG動畫：松浦有紗（4、7、9話）、蔦佳穗里（5話）、山口瞳美（6、8、10、11、12話）、寺田良介（11、12話）
- 背景：高田真理
- 人物造型：田麻友美
- 製作管理：市川量也、坂元久留美
- 製作：domerica （页面存档备份，存于）

### 播放電視台
日本深夜動畫：下文記載的日本国内播放時間使用日本標準時間（UTC+9）表示。因為部分時間标识會採用30小时制，因此請留意这类超过24:00的时间，其實際播放時間為翌日清晨。

#### 日本國內
| 播放地區   | 播放電視台       | 播放日期                | 播放時間                  | 所屬聯播網          | 備註                     |
| ---------- | ---------------- | ----------------------- | ------------------------- | ------------------- | ------------------------ |
| 關東廣域圈 | 日本電視台       | 2013年7月4日－10月10日  | 星期四 26時43分－27時13分 | 日本電視網          | 製作委員會參加           |
| 日本全國   | 日視OnDemand     | 2013年7月4日－10月10日  | 星期四 26時43分－27時13分 | 日本電視網 網路電視 | [ 注 9 ]                 |
| 日本全國   | 萬代頻道         | 2013年7月31日－10月16日 | 星期三 24時00分 更新      | 網路電視            | [ 注 10 ]                |
| 日本全國   | niconico現場直播 | 2013年9月20日           | 星期五 24時00分－28時54分 | 網路電視            | 第1話至第9話為止一舉放送 |
| 日本全國   | AT-X             | 2013年10月5日－12月21日 | 星期六 18時30分－19時00分 | 動畫專門 CS放送     | 有重播                   |
| 兵庫縣     | SUN電視台        | 2016年7月1日－9月17日   | 星期五 24時00分－24時30分 | 獨立局              |                          |
| 京都府     | KBS京都          | 2016年7月7日－9月23日   | 星期四 25時30分－26時00分 | 獨立局              |                          |

#### 國外
| 播放國家 | 播放電視台 | 播放日期                | 播放時間                  | 所屬聯播網                       | 備註                                                   |
| -------- | ---------- | ----------------------- | ------------------------- | -------------------------------- | ------------------------------------------------------ |
| 韓國     | ANIPLUS    | 2013年7月12日－10月18日 | 星期五 24時30分－25時00分 | CS放送、IP放送 有線電視 網路發佈 | 15歲以上可觀賞 韓文字幕設定 每個月最後的星期五放送休止 |

### 相關商品

#### 藍光／DVD
| 卷數 | 發售日期       | 收錄話數       | 規格編號   | 規格編號   |
| 卷數 | 發售日期       | 收錄話數       | 藍光       | DVD        |
| ---- | -------------- | -------------- | ---------- | ---------- |
| 1    | 2013年9月18日  | 第1話～第3話   | VPXY-71275 | VPBY-13791 |
| 2    | 2013年10月23日 | 第4話～第6話   | VPXY-71276 | VPBY-13792 |
| 3    | 2013年11月20日 | 第7話～第9話   | VPXY-71277 | VPBY-13793 |
| 4    | 2013年12月18日 | 第10話～第12話 | VPXY-71278 | VPBY-13794 |

#### CD
| 發售日期      | 標題           | 規格編號   | 規格編號   |
| 發售日期      | 標題           | 初回限定盤 | 通常盤     |
| ------------- | -------------- | ---------- | ---------- |
| 2013年9月18日 | 歸宅部@音樂室♪ | VPCG-80662 | VPCG-84948 |

### 網路廣播
網路廣播以《正式上場只有一次電台》為標題，2013年6月27日至同年10月10日為止在音泉和HiBiKi Radio Station、及日視OnDemand（需收費）發佈。每週四（日視OnDemand於週一）更新。簡稱《只一電台》。出演有木戶衣吹（安藤夏希 役）、結名美月（塔野花梨 役）、小林美晴（道明寺櫻 役）、相內沙英（大萩牡丹 役）、千本木彩花（九重克蕾雅 役）共5名。但除了第5回由5人之中派3名出演。此外，日視OnDemand頻道放送版本有照片影像。

### 其他
- 2025年，同為佐藤光監督的另一部動畫《超超超超超喜歡你的100個女朋友》第二期的第17話中，有塔野花梨和道明寺櫻友情客串出演，但是片尾cast表沒有寫名字只是標“女子學生A”、“女子學生B”且沒沿用原動畫聲優。

## 外部連結
- 《歸宅部活動記錄》漫畫（GANGAN ONLINE -史克威爾艾尼克斯-） （日語）
- 電視動畫《歸宅部活動記錄》（日本電視台） （页面存档备份，存于） （日語）
- 電視動畫《歸宅部活動記錄》（GANGAN ONLINE -史克威爾艾尼克斯-） （日語）
- 歸宅部活動記錄的X（前Twitter） （日語）
- 電視動畫《歸宅部活動記錄》的Facebook專頁 （日語）